# Amalaric
|  | Per a altres significats, vegeu «Amalaric I de Jerusalem». |

Amalaric (? - Barcelona, 531) fou rei dels visigots del 510 al 531. Era fill d'Alaric II i de Tiudigota, i net, per part de mare, de Teodoric I el Gran, rei dels ostrogots. No fou reconegut rei fins al 511, quan Teodoric expulsà de Barcelona Gesaleic, fill natural i successor d'Alaric II. Hispània i les regions de la Gàl·lia dominades encara pels visigots passaren a dependre de Teodoric, que es convertí en regent del seu net.
Se sap que Teodoric exigia als visigots el pagament d'un tribut en gra que servia per proveir a Roma. A canvi lliurava al regne visigot un donatiu anual. Encara que els impostos recaptats eren importants, Teodoric va exigir que augmentessin fins a aconseguir els nivells d'Euric i Alaric II (que governaven sobre un territori major). Es van produir diversos actes injustos dels recaptadors normals (exactores) i dels recaptadors d'impostos endarrerits (compulsores), i es va fer habitual l'ús de pesos falsejats per mesurar els grans lliurats. Les rendes dels dominis reials van ser augmentades en excés. Els drets duaners arribaren a un nivell exagerat. A la mateixa època se sap que els homicidis eren bastant corrents i que la situació general era poc estable.
Sembla que va ser Teodoric qui va establir un nou tipus de tremisses (moneda), fabricat ja en seques peninsulars (que no havien existit en temps de l'Imperi), a imitació dels quals van fabricar també les seves monedes els borgonyons i francs (i que eren més fàcils de distingir de les monedes romanes d'Orient que s'assemblaven als tremisses), i de les que el pes i aliatge eren bons.
Cap a fins del seu regnat Teodoric va nomenar comandant militar a l'ostrogot Teudis, que estava casat amb una dama hispanoromana de gran riquesa (podia mantenir un exèrcit privat d'uns mil homes), gràcies a la qual cosa Teudis va governar de fet el país al seu capritx, si bé no va descuidar trametre a Itàlia el tribut anual.
A la mort de Teodoric el 526, Amalaric, ja major d'edat, va assolir el poder pel seu compte. Les relacions amb els francs van tornar a la normalitat i Amalaric es va casar amb la princesa franca Clotilde (filla de Clodoveu).
Amalaric no es va cuidar personalment de l'administració dels seus dominis a la península Ibèrica, L'any 529 Amalaric va nomenar un romà de nom Stephanus com prefecte a les províncies de la Tarraconense, Cartaginesa, Lusitània i Bètica, però l'experiència no degué ser molt positiva vist que Stephanus va ser destituït cap al 531.
Amalaric va signar un tractat amb Atalaric, net i successor de Teodoric a Itàlia, en virtut del qual es van fixar els límits dels dos regnes i es va anul·lar el tribut visigot als ostrogots, i la subvenció d'aquests a aquells. El tresor real visigot li va ser reintegrat. En virtut dels acords amb els ostrogots es van fixar definitivament els límits de la província Narbonense (Gallia Narbonensis), anomenada també Septimània o Gàl·lia.
Amalaric va intentar convertir la seva dona a les seves creences arrianes, sense èxit. La llegenda diu que Clotilde es va sentir violentada i va fer arribar un avís als seus germans (que governaven diversos territoris a França) fent-los saber que havia estat ultratjada (sembla que va enviar un mocador tacat amb sang). Khildebert o Xildebert va decidir marxar contra Septimània en 531, on trobà una forta resistència de les guarnicions visigodes. Les forces dels francs arribaren a Narbona, davant la qual es va lliurar una batalla. Amalaric va ser derrotat i va fugir a Barcelona.
Sembla que les forces de Khildebert van avançar llavors amb facilitat i van arribar també a Bàrcino. Amalaric va intentar refugiar-se en una església de la ciutat però abans d'aconseguir-ho va ser assassinat al fòrum, no se sap si pel franc Besó o pels seus propis soldats visigots.